# Jozef Metelka
Jozef Metelka (8 de septiembre de 1986) es un deportista eslovaco que compitió en ciclismo adaptado en las modalidades de pista y ruta. Ganó siete medallas en los Juegos Paralímpicos de Verano en los años 2016 y 2024.

## Palmarés internacional
| Juegos Paralímpicos | Juegos Paralímpicos     | Juegos Paralímpicos | Juegos Paralímpicos       |
| Año                 | Lugar                   | Medalla             | Prueba                    |
| ------------------- | ----------------------- | ------------------- | ------------------------- |
| 2016                | Río de Janeiro (Brasil) | Medalla de oro      | Persecución individual C4 |
| 2016                | Río de Janeiro (Brasil) | Medalla de plata    | 1 km contrarreloj C4-5    |
| 2020                | Tokio (Japón)           | Medalla de oro      | Persecución individual C4 |
| 2020                | Tokio (Japón)           | Medalla de bronce   | 1 km contrarreloj C4-5    |
| 2024                | París (Francia)         | Medalla de oro      | Persecución individual C4 |

| Juegos Paralímpicos | Juegos Paralímpicos     | Juegos Paralímpicos | Juegos Paralímpicos |
| Año                 | Lugar                   | Medalla             | Prueba              |
| ------------------- | ----------------------- | ------------------- | ------------------- |
| 2016                | Río de Janeiro (Brasil) | Medalla de oro      | Contrarreloj C4     |
| 2020                | Tokio (Japón)           | Medalla de plata    | Contrarreloj C4     |